# 2004 TG10
2004 TG10 – planetoida należąca do grupy Apollo. Jest jednym ze źródeł roju meteorów Północne Taurydy, przez który Ziemia przechodzi każdego roku w listopadzie. Jest to mała asteroida o średnicy zaledwie kilku kilometrów, odkryta 5 października 2004 roku. Nazwa planetoidy jest oznaczeniem tymczasowym, nie otrzymała też jeszcze oficjalnego numeru.